# Antonio Bertoloni
Antonio Bertoloni (8. února 1775 Sarzana – 17. dubna 1869 Bologna) byl italský botanik.

## Život a práce
Bertoloni studoval na univerzitě v Pavii medicínu a botaniku. Pracoval jako lékař v Sarzaně. Od roku 1811 působil jako profesor přírodních věd císařského lycea v Janově a od roku 1816 jako profesor botaniky na univerzitě v Bologni.
Byl po něm pojmenován rostlinný rod Bertolonia z čeledi Melastomataceae a druh Ophrys bertolonii.

## Dílo
- Amoenitates italicae (1819)
- Pralectiones rei herbariae (1827)
- „Flora italica“ (1833-1854, 10 svazků)
- Dissertatio de quibusdam novis plantarum speciebus et de Bysso antiquorum (1835)
- Florula guatimalensis (1840)
- Miscellanea botanica (1842-1863)
- „Flora italica cryptogama“ (1858-1867, 2 svazky)
- Piante nuove asiatiche (1864-65)